# Muzafer Sherif
Muzafer Sherif of Muzaffer Şerif (İzmir, 29 juli 1906 - Fairbanks (Alaska), 16 oktober 1988) was een Turkse psycholoog. Hij is een van de grondleggers van de sociale psychologie.
Şerif kreeg zijn eerste MA in 1929 aan de Universiteit van Istanboel. Vervolgens ging hij naar de Verenigde Staten waar hij zijn tweede Master verdiende aan de Harvard-universiteit in 1932.
Naast andere dingen, is Şerif beroemd om het Robbers Cave-experiment.
Hij overleed aan een hartaanval op de leeftijd van 82.